# Aphis crypta
Aphis crypta är en insektsart som beskrevs av Pack och Frank Hall Knowlton 1929. Aphis crypta ingår i släktet Aphis och familjen långrörsbladlöss. Inga underarter finns listade i Catalogue of Life.